# كرة القدم في الألعاب الأولمبية الصيفية 1996 – مسابقة الرجال
كرة القدم في الألعاب الأولمبية الصيفية 1996 – رجال هي منافسة كرة القدم في الألعاب الأولمبية الصيفية 1996، والتي أقيمت في برمنغهام، وواشنطن العاصمة، وأورلاندو، وميامي وأثينا.
تضمنت البطولة 16 فريقًا وطنيًا من الاتحادات القارية الست، حيث جمع 16 فريقًا في أربع مجموعات ولعبت كل مجموعة دورة روبن، وفي نهاية مرحلة المجموعات تقدم الفريقان الحائزان على المراكز الأولى إلى مرحلة خروج المغلوب، بدءاً من ربع النهائي وبلغت ذروتهما بمباراة الميدالية الذهبية في ملعب سانفورد في 3 أغسطس 1996.

## الملاعب
| أورلاندو | أورلاندو                  | برمنغهام         | برمنغهام                   | ميامي                      | ميامي                      |
| --- | ------------------------- | ---------------- | -------------------------- | -------------------------- | -------------------------- |
| ملعب فلوريدا سيتريوس باول | ملعب فلوريدا سيتريوس باول | ملعب ليجيون فيلد | ملعب ليجيون فيلد           | ملعب ميامي أورانج بول      | ملعب ميامي أورانج بول      |
| السعة: 65,000 | السعة: 65,000             | السعة: 81,700    | السعة: 81,700              | السعة: 74,476              | السعة: 74,476              |
| |                           |                  |                            |                            |                            |
| أثينا | أثينا                     | أثينا            | واشنطن العاصمة             | واشنطن العاصمة             | واشنطن العاصمة             |
| Sanford Stadium | Sanford Stadium           | Sanford Stadium  | ملعب روبرت كينيدي التذكاري | ملعب روبرت كينيدي التذكاري | ملعب روبرت كينيدي التذكاري |
| السعة: 86,100 | السعة: 86,100             | السعة: 86,100    | السعة: 56,500              | السعة: 56,500              | السعة: 56,500              |
| |                           |                  |                            |                            |                            |
| ملعب فلوريدا سيتريوس باول ملعب ليجيون فيلد ملعب ميامي أورانج بول ملعب روبرت كينيدي التذكاري Sanford Stadiumكرة القدم في الألعاب الأولمبية الصيفية 1996 – مسابقة الرجال (USA) |                           |                  |                            |                            |                            |

## التصفيات
تأهلت الفرق الستة عشر التالية لبطولة كرة القدم الأولمبية للرجال 1996:
| طريقة التأهل                                                    | العدد | المتأهلون                                                                                               |
| --------------------------------------------------------------- | ----- | --- |
| البلد المضيف                                                    | 1     | الولايات المتحدة                                                                                        |
| Football at the 1996 Summer Olympics – Men's Asian Qualifiers   | 3     | كوريا الجنوبية (الفائز) · اليابان (المركز الثاني) · السعودية (المركز الثالث)                            |
| Football at the 1996 Summer Olympics – Men's African Qualifiers | 3     | غانا · تونس · نيجيريا                                                                                   |
| 1996 CONCACAF Men's Pre-Olympic Tournament                      | 1     | المكسيك (الفائز)                                                                                        |
| 1996 CONMEBOL Pre-Olympic Tournament                            | 2     | البرازيل (الفائز) · الأرجنتين (المركز الثاني)                                                           |
| 1996 OFC Men's Olympic Qualifying Tournament                    | 1     | أستراليا                                                                                                |
| بطولة أوروبا تحت 21 سنة لكرة القدم 1996                         | 5     | إيطاليا (الفائز) · إسبانيا (المركز الثاني) · فرنسا (المركز الثالث) · المجر (الخامس) · البرتغال (السادس) |
| الإجمالي                                                        | 16    | |

## حكام المباريات
| أفريقيا - لوسيان بوشاردو - جمال الغندور آسيا - عمر المهنا - بيروم أون-براسرت أمريكا الشمالية والوسطى - بينيتو أرتشونديا - Esfandiar Baharmast أمريكا الجنوبية - أنطونيو بيريرا - Roberto Ruscio | أوروبا - بييرلويجي كولينا - هيو دالاس - خوسيه ماريا غارسيا أراندا أوقيانوسيا - إدي ليني |

## تفاصيل البطولة

### الجولة الأولى

#### المجموعة أ
| الفريق           | لعب | ف | ت | خ | أ.له | أ.ع | أ.ف | نقاط |
| ---------------- | --- | - | - | - | ---- | --- | --- | ---- |
| الأرجنتين        | 3   | 1 | 2 | 0 | 5    | 3   | +2  | 5    |
| البرتغال         | 3   | 1 | 2 | 0 | 4    | 2   | +2  | 5    |
| الولايات المتحدة | 3   | 1 | 1 | 1 | 4    | 4   | 0   | 4    |
| تونس             | 3   | 0 | 1 | 2 | 1    | 5   | −4  | 1    |

| البرتغال                | 2–0   | تونس |
| ----------------------- | ----- | ---- |
| أفونسو مارتينز 13', 68' | تقرير |      |

| الولايات المتحدة | 1–3   | الأرجنتين                                                      |
| ---------------- | ----- | -------------------------------------------------------------- |
| كلاوديو رينا 1'  | تقرير | غوستافو أدريان لوبيز 26' · هرنان كرسبو 55' · دييغو سيميوني 90' |

| الأرجنتين         | 1–1   | البرتغال       |
| ----------------- | ----- | -------------- |
| أرييل أورتيغا 45' | تقرير | نونو غوميش 70' |

| الولايات المتحدة                        | 2–0   | تونس |
| --------------------------------------- | ----- | ---- |
| يوهان كيروسكي 38' · برايان مايسونوف 90' | تقرير |      |

| الأرجنتين        | 1–1   | تونس            |
| ---------------- | ----- | --------------- |
| أرييل أورتيغا 5' | تقرير | محمد المكشر 74' |

| الولايات المتحدة    | 1–1   | البرتغال        |
| ------------------- | ----- | --------------- |
| برايان مايسونوف 75' | تقرير | باولو ألفيس 33' |

#### المجموعة ب
| الفريق   | لعب | ف | ت | خ | أ.له | أ.ع | أ.ف | نقاط |
| -------- | --- | - | - | - | ---- | --- | --- | ---- |
| فرنسا    | 3   | 2 | 1 | 0 | 5    | 2   | +3  | 7    |
| إسبانيا  | 3   | 2 | 1 | 0 | 5    | 3   | +2  | 7    |
| أستراليا | 3   | 1 | 0 | 2 | 4    | 6   | −2  | 3    |
| السعودية | 3   | 0 | 0 | 3 | 2    | 5   | −3  | 0    |

| إسبانيا           | 1–0   | السعودية |
| ----------------- | ----- | -------- |
| أوسكار غارسيا 80' | تقرير |          |

| فرنسا                               | 2–0   | أستراليا |
| ----------------------------------- | ----- | -------- |
| روبير بيريز 11' · فلوريان موريس 74' | تقرير |          |

| فرنسا                | 1–1   | إسبانيا           |
| -------------------- | ----- | ----------------- |
| سيلفان ليغفينسكي 38' | تقرير | أوسكار غارسيا 80' |

| أستراليا                       | 2–1   | السعودية         |
| ------------------------------ | ----- | ---------------- |
| Tsekenis 11' · مارك فيدوكا 63' | تقرير | محمد الخليوي 37' |

| إسبانيا                                      | 3–2   | أستراليا               |
| -------------------------------------------- | ----- | ---------------------- |
| راؤول غونزاليس 40', 90' · سانتياغو دينيا 86' | تقرير | أوريليو فيدمار 3', 12' |

| فرنسا                                            | 2–1   | السعودية      |
| ------------------------------------------------ | ----- | ------------- |
| فلوريان موريس 20' (ركلة.) · انطوان سيبيريسكي 49' | تقرير | فؤاد أنور 26' |

#### المجموعة ج
| الفريق         | لعب | ف | ت | خ | أ.له | أ.ع | أ.ف | نقاط |
| -------------- | --- | - | - | - | ---- | --- | --- | ---- |
| المكسيك        | 3   | 1 | 2 | 0 | 2    | 1   | +1  | 5    |
| غانا           | 3   | 1 | 1 | 1 | 4    | 4   | 0   | 4    |
| كوريا الجنوبية | 3   | 1 | 1 | 1 | 2    | 2   | 0   | 4    |
| إيطاليا        | 3   | 1 | 0 | 2 | 4    | 5   | −1  | 3    |

| كوريا الجنوبية            | 1–0   | غانا |
| ------------------------- | ----- | ---- |
| يون جونغ هوان 41' (ركلة.) | تقرير |      |

| المكسيك               | 1–0   | إيطاليا |
| --------------------- | ----- | ------- |
| فرانسيسكو بالنسيا 83' | تقرير |         |

| المكسيك | 0–0   | كوريا الجنوبية |
| ------- | ----- | -------------- |
|         | تقرير |                |

| غانا                                        | 3–2   | إيطاليا                      |
| ------------------------------------------- | ----- | ---------------------------- |
| كريستيان صبا 15', 74' · Ahinful 63' (ركلة.) | تقرير | ماركو برانكا 8', 44' (ركلة.) |

| المكسيك     | 1–1   | غانا            |
| ----------- | ----- | --------------- |
| Abundis 65' | تقرير | ألبرت هاغان 44' |

| إيطاليا               | 2–1   | كوريا الجنوبية  |
| --------------------- | ----- | --------------- |
| ماركو برانكا 24', 82' | تقرير | لي كي هيونج 62' |

#### المجموعة د
| الفريق   | لعب | ف | ت | خ | أ.له | أ.ع | أ.ف | نقاط |
| -------- | --- | - | - | - | ---- | --- | --- | ---- |
| البرازيل | 3   | 2 | 0 | 1 | 4    | 2   | +2  | 6    |
| نيجيريا  | 3   | 2 | 0 | 1 | 3    | 1   | +2  | 6    |
| اليابان  | 3   | 2 | 0 | 1 | 4    | 4   | 0   | 6    |
| المجر    | 3   | 0 | 0 | 3 | 3    | 7   | −4  | 0    |

| اليابان | 1–0   | البرازيل |
| ------- | ----- | -------- |
| Ito 72' | تقرير |          |

| نيجيريا         | 1–0   | المجر |
| --------------- | ----- | ----- |
| نوانكو كانو 44' | تقرير |       |

| البرازيل                                        | 3–1   | المجر     |
| ----------------------------------------------- | ----- | --------- |
| رونالدو 35' · جونينيو باوليستا 61' · بيبيتو 84' | تقرير | Madar 58' |

| نيجيريا                                               | 2–0   | اليابان |
| ----------------------------------------------------- | ----- | ------- |
| تاداهيرو أكيبا 83' (ه.ذ.) · جي-جي أوكوتشا 90' (ركلة.) | تقرير |         |

| البرازيل    | 1–0   | نيجيريا |
| ----------- | ----- | ------- |
| رونالدو 30' | تقرير |         |

| اليابان                                                 | 3–2   | المجر                       |
| ------------------------------------------------------- | ----- | --------------------------- |
| ماساكييو مايزونو 39' (ركلة.), 91' · كينيتشي يويمورا 90' | تقرير | تاماس ساندور 2' · Madar 48' |

#### مرحلة خروج المغلوب
|  | ربع النهائي         | ربع النهائي      |                    |   | نصف النهائي | نصف النهائي |  |  | النهائي | النهائي |
|  |                     |                  |                    |   |             |             |  |  |         |         |
|  | 27 يوليو – ميامي    |                  |                    |   |             |             |  |  |         |         |
|  |                     |                  |                    |   |             |             |  |  |         |         |
|  | البرتغال (هدف ذهبي) | 2                |                    |   |             |             |  |  |         |         |
|  | البرتغال (هدف ذهبي) | 2                | 30 يوليو – أثينا   |   |             |             |  |  |         |         |
|  | فرنسا               | 1                |                    |   |             |             |  |  |         |         |
|  | فرنسا               | 1                | البرتغال           | 0 |             |             |  |  |         |         |
|  | 27 يوليو – برمنغهام |                  | البرتغال           | 0 |             |             |  |  |         |         |
|  |                     | الأرجنتين        | 2                  |   |             |             |  |  |         |         |
|  | الأرجنتين           | الأرجنتين        | 2                  | 4 |             |             |  |  |         |         |
|  | الأرجنتين           |                  | 3 أغسطس – أثينا    | 4 |             |             |  |  |         |         |
|  | إسبانيا             | 0                |                    |   |             |             |  |  |         |         |
|  | إسبانيا             | 0                | الأرجنتين          | 2 |             |             |  |  |         |         |
|  | 28 يوليو – برمنغهام |                  | الأرجنتين          | 2 |             |             |  |  |         |         |
|  |                     | نيجيريا          | 3                  |   |             |             |  |  |         |         |
|  | المكسيك             | نيجيريا          | 3                  | 0 |             |             |  |  |         |         |
|  | المكسيك             | 31 يوليو – أثينا |                    | 0 |             |             |  |  |         |         |
|  | نيجيريا             | 2                |                    |   |             |             |  |  |         |         |
|  | نيجيريا             | 2                | نيجيريا (هدف ذهبي) | 4 |             |             |  |  |         |         |
|  | 28 يوليو – ميامي    |                  | نيجيريا (هدف ذهبي) | 4 |             |             |  |  |         |         |
|  |                     | البرازيل         | 3                  |   |             |             |  |  |         |         |
|  | البرازيل            | البرازيل         | 3                  | 4 |             |             |  |  |         |         |
|  | البرازيل            |                  |                    | 4 |             |             |  |  |         |         |
|  | غانا                | 2                |                    |   |             |             |  |  |         |         |
|  | غانا                | 2                |                    |   |             |             |  |  |         |         |

##### ربع النهائي
| البرتغال                        | 2–1 (هدف ذهبي) | فرنسا                     |
| ------------------------------- | -------------- | ------------------------- |
| كابوتشو 7' · Calado 105' (pen.) | تقرير          | فلوريان موريس 49' (ركلة.) |

| الأرجنتين                                                                       | 4–0   | إسبانيا |
| ------------------------------------------------------------------------------- | ----- | ------- |
| هرنان كرسبو 47', 88' (ركلة.) · أوغستين أرانزابال 52' (ه.ذ.) · كلاوديو لوبيز 66' | تقرير |         |

| المكسيك | 0–2   | نيجيريا                                  |
| ------- | ----- | ---------------------------------------- |
|         | تقرير | جي-جي أوكوتشا 20' · سيلستين بابايارو 84' |

| البرازيل                                          | 4–2   | غانا                                  |
| ------------------------------------------------- | ----- | ------------------------------------- |
| Duodu 18' (ه.ذ.) · رونالدو 56', 62' · بيبيتو 72'' | تقرير | تشارلز أكونور 23' · فيليكس أبواغي 53' |

##### نصف النهائي
| البرتغال | 0–2   | الأرجنتين            |
| -------- | ----- | -------------------- |
|          | تقرير | هرنان كرسبو 55', 61' |

| نيجيريا                                                              | 4–3 (هدف ذهبي) | البرازيل                             |
| -------------------------------------------------------------------- | -------------- | ------------------------------------ |
| روبرتو كارلوس 20' (ه.ذ.) · فيكتور إيكبيبا 78' · نوانكو كانو 90', 94' | تقرير          | فلافيو كونسيساو 1', 38' · بيبيتو 28' |

##### مباراة الميدالية البرونزية
| البرازيل                                                | 5–0   | البرتغال |
| ------------------------------------------------------- | ----- | -------- |
| رونالدو 4' · فلافيو كونسيساو 10' · بيبيتو 46', 53', 74' | تقرير |          |

##### مباراة الميدالية الذهبية
| نيجيريا                                                           | 3–2   | الأرجنتين                                  |
| ----------------------------------------------------------------- | ----- | ------------------------------------------ |
| سيلستين بابايارو 28' · دانييل أموكاتشي 74' · إيمانويل أمونيكي 90' | تقرير | كلاوديو لوبيز 3' · هرنان كرسبو 50' (ركلة.) |

| نيجيريا | الأرجنتين |

| GK         | 18 | Dosu Joseph      |  |     |
| CB         | 17 | موبي أوباراكو    |  | 61' |
| CB         | 3  | تاريبو وست       |  |     |
| CB         | 5  | أوتشي أوكيتشوكوو |  |     |
| RM         | 2  | سيلستين بابايارو |  |     |
| CM         | 15 | ساندي أوليسيه    |  |     |
| CM         | 11 | فيكتور إيكبيبا   |  | 74' |
| LM         | 10 | جي-جي أوكوتشا    |  | 59' |
| RW         | 7  | تيجاني بابانغيدا |  |     |
| CF         | 4  | نوانكو كانو      |  |     |
| LW         | 14 | دانييل أموكاتشي  |  |     |
| الاحتياط:  |    |                  |  |     |
| FW         | 13 | غاربا لاوال      |  | 59' |
| MF         | 8  | ويلسون أوروما    |  | 61' |
| MF         | 6  | إيمانويل أمونيكي |  | 74' |
| المدرب:    |    |                  |  |     |
| جو بونفرير |    |                  |  |     |

| GK              | 12 | بابلو كافاييرو   |  |     |
| CB              | 4  | خافيير زانيتي    |  |     |
| CB              | 2  | روبرتو أيالا     |  |     |
| CB              | 6  | روبيرتو سينسيني  |  |     |
| DM              | 3  | خوسيه تشاموت     |  |     |
| RM              | 15 | كريستيان باسيداس |  |     |
| CM              | 5  | ماتياس ألميدا    |  |     |
| LM              | 10 | أرييل أورتيغا    |  |     |
| AM              | 11 | هوغو موراليس     |  | 58' |
| CF              | 7  | كلاوديو لوبيز    |  |     |
| CF              | 9  | هرنان كرسبو      |  |     |
| الاحتياط:       |    |                  |  |     |
| MF              | 8  | دييغو سيميوني    |  | 58' |
| المدرب:         |    |                  |  |     |
| دانييل باساريلا |    |                  |  |     |

## الترتيب النهائي
| م  | الفريق                 | لعب | ف | ت | خ | أ.له | أ.ع | أ.ف | نقاط |
| -- | ---------------------- | --- | - | - | - | ---- | --- | --- | ---- |
| 1  | نيجيريا (NGR)          | 6   | 5 | 0 | 1 | 12   | 6   | +6  | 15   |
| 2  | الأرجنتين (ARG)        | 6   | 3 | 2 | 1 | 13   | 6   | +7  | 11   |
| 3  | البرازيل (BRA)         | 6   | 4 | 0 | 2 | 16   | 8   | +8  | 12   |
| 4  | البرتغال (POR)         | 6   | 2 | 2 | 2 | 6    | 10  | −4  | 8    |
| 5  | فرنسا (FRA)            | 4   | 2 | 1 | 1 | 6    | 4   | +2  | 7    |
| 6  | إسبانيا (ESP)          | 4   | 2 | 1 | 1 | 5    | 7   | −2  | 7    |
| 7  | المكسيك (MEX)          | 4   | 1 | 2 | 1 | 2    | 3   | −1  | 5    |
| 8  | غانا (GHA)             | 4   | 1 | 1 | 2 | 6    | 8   | −2  | 4    |
| 9  | اليابان (JPN)          | 3   | 2 | 0 | 1 | 4    | 4   | 0   | 6    |
| 10 | الولايات المتحدة (USA) | 3   | 1 | 1 | 1 | 4    | 4   | 0   | 4    |
| 11 | كوريا الجنوبية (KOR)   | 3   | 1 | 1 | 1 | 2    | 2   | 0   | 4    |
| 12 | إيطاليا (ITA)          | 3   | 1 | 0 | 2 | 4    | 5   | −1  | 3    |
| 13 | أستراليا (AUS)         | 3   | 1 | 0 | 2 | 4    | 6   | −2  | 3    |
| 14 | تونس (TUN)             | 3   | 0 | 1 | 2 | 1    | 5   | −4  | 1    |
| 15 | السعودية (KSA)         | 3   | 0 | 0 | 3 | 2    | 5   | −3  | 0    |
| 16 | المجر (HUN)            | 3   | 0 | 0 | 3 | 3    | 7   | −4  | 0    |

## الهدافين
برصيد ستة أهداف يعتبر الأرجنتيني هرنان كرسبو والبرازيلي بيبيتو أفضل الهدافين في البطولة، وفي المجموع فقد تم تسجيل 90 هدفًا من قبل 55 لاعبًا مختلفًا، منها أربعة أهداف تُعتبر أهدافًا ذاتية.
6 أهداف
- هرنان كرسبو
- بيبيتو

5 أهداف
- رونالدو

4 أهداف
- ماركو برانكا

3 أهداف
- فلافيو كونسيساو
- فلوريان موريس
- نوانكو كانو

2 أهداف
| - أرييل أورتيغا - كلاوديو لوبيز - أوريليو فيدمار - كريستيان صبا | - Csaba Madar - ماساكييو مايزونو - سيلستين بابايارو - جي-جي أوكوتشا | - أفونسو مارتينز - أوسكار غارسيا - راؤول غونزاليس - برايان مايسونوف |

1 هدف
| - دييغو سيميوني - غوستافو أدريان لوبيز - مارك فيدوكا - Peter Tsekenis - جونينيو باوليستا - انطوان سيبيريسكي - روبير بيريز - سيلفان ليغفينسكي - Augustine Ahinful - تشارلز أكونور - ألبرت هاغان | - فيليكس أبواغي - تاماس ساندور - كينيتشي يويمورا - تيرويوشي إيتو - فرانسيسكو بالنسيا - José Manuel Abundis - دانييل أموكاتشي - إيمانويل أمونيكي - فيكتور إيكبيبا - كابوتشو | - نونو غوميش - José Calado - باولو ألفيس - فؤاد أنور - محمد الخليوي - لي كي هيونج - يون جونغ هوان - سانتياغو دينيا - محمد المكشر - كلاوديو رينا - يوهان كيروسكي |

هدف ذاتي
- روبرتو كارلوس (playing against Nigeria)
- Afo Duodu (playing against Brazil)
- تاداهيرو أكيبا (playing against Nigeria)
- أوغستين أرانزابال (playing against Argentina)

## وصلات خارجية
- Olympic Football Tournaments Atlanta 1996 – Men, FIFA.com
- RSSSF Summary
- FIFA Technical Report (Part 1), (Part 2), (Part 3) و (Part 4)